# 로버트 레프코위츠
로버트 레프코위츠(Robert Lefkowitz, 1943년 4월 15일 ~ )는 미국의 의사이자 교수이다. 뉴욕 시에서 태어나 브롱스 과학 고등학교을 1959년에 졸업하였고 같은해 컬럼비아 대학교에 입학하여 1962년 학사 학위를 취득했다. 같은해 컬럼비아 대학교Vagelos College에 들어가 1966년 의학박사 학위를 취득했다. G 단백질 연결 수용체에 관한 기여로 2012년 노벨 화학상을 브라이언 K. 코빌카와 공동 수상하였고, 2007년 올버니 의료센터 상을 수상하였다.